# نادي آبريستويث تاون
نادي آبريستويث تاون لكرة القدم (Aberystwyth Town Football Club) هو نادي كرة قدم ويلزي، تأسس سنة 1884.

## وصلات خارجية
- الموقع الرسمي